# Fade into Darkness
"Fade into Darkness"  är en singel av den svenska houseproducenten och discjockeyn Avicii. Den släpptes den 16 juli 2011 i Australien och den 22 juli 2011 i Sverige i digitalt format. Innan låten hade släppts kallades den "Penguin" då melodin ursprungligen kommer från låten "Perpetuum Mobile" av Penguin Cafe Orchestra. "Penguin" var likväl endast en instrumental låt till skillnad från "Fade into Darkness" som har en låttext. Artisten som sjunger på singeln heter Andreas Moe. Låten låg på fjärde plats på Sverigetopplistan två veckor i rad och innehade en topp tio-placering nio veckor i rad. Singeln har sålt fem platinaskivor i Sverige.

## Låtens musikvideo
Låtens officiella musikvideo laddades upp på Youtube den 22 augusti 2011 och har visats 10 miljoner gånger den 5 juni 2013.

## Låtlista[1]
| Nr | Titel                                       | Text                       | Musik                                       | Längd |
| -- | ------------------------------------------- | -------------------------- | ------------------------------------------- | ----- |
| 1. | Fade into Darkness (Vocal Radio Mix)        | John Martin, Michel Zitron | Tim Bergling, Arash Pournouri, Simon Jeffes | 3:18  |
| 2. | Fade into Darkness (Vocal Club Mix)         | Martin, Zitron             | Bergling, Pournouri, Jeffes                 | 6:09  |
| 3. | Fade into Darkness (Instrumental Radio Mix) |                            | Bergling, Pournouri, Jeffes                 | 2:58  |
| 4. | Fade into Darkness (Instrumental Club Mix)  |                            | Bergling, Pournouri, Jeffes                 | 5:48  |